# Walden Pond
Der Walden Pond ist ein rund 26 Hektar großer Toteissee auf dem Stadtgebiet von Concord im Bundesstaat Massachusetts der Vereinigten Staaten. Er ist Teil des insgesamt rund 100 Hektar umfassenden Schutzgebiets Walden Pond State Reservation und wurde 1966 in das National Register of Historic Places eingetragen, nachdem der See bereits vier Jahre zuvor als National Historic Landmark anerkannt worden war.

## Historische Bedeutung
Der See ist insbesondere dafür bekannt, dass Henry David Thoreau am nördlichen Ufer eine kleine Hütte errichtete und dort vom 4. Juli 1845 bis zum 6. September 1847 lebte, um mit einem einfachen Lebensstil und philosophischer Meditation zu experimentieren. Der Standort der Hütte wird heute durch einige Granitpfeiler markiert. In dieser Zeit stellte er sein Werk A Week on the Concord and Merrimack Rivers fertig und legte den Grundstein für Walden, or Life in the Woods.
1922 wurde das Schutzgebiet Walden Pond State Reservation um den See herum gegründet. Das gesamte Land – inklusive der Reste von Thoreaus Hütte – wurde dazu von den Erben Ralph Waldo Emersons, denen es bis dahin gehörte, an den Commonwealth of Massachusetts mit der Auflage übertragen, den historischen Charakter zu erhalten. Das Gebiet ist heute öffentlich zugänglich.

## Trivia
Im April 2018 wurde berichtet, dass Massen an Menschen an den See pilgern, um Einsamkeit zu erleben. Wissenschaftler vom New Yorker Paul Smith College haben analysiert, dass eine Hälfte des Nährstoffs Phosphor (Phosphat) im Seewasser aus Urin von Menschen stammt, die andere aus eingeschwemmtem landwirtschaftlichen Dünger. Diese Düngung des Sees fördert das Algenwachstum, weshalb das Wasser grün und trüb erscheint.